# David Cantero
David Cantero (Madrid, 1º marzo 1961) è un giornalista e scrittore spagnolo.

## Biografia
Ha studiato cinematografia, fotografia e pubblicità. Ha iniziato la sua attività come giornalista nella carta stampata con El Pueblo e Diario 16.
Entra in TVE nel 1982, dopo aver a lungo lavorato nel Centro Territorial de Andalucía, e come corrispondente della TVE da Roma come reporter grafico.
Dal 2004 conduce i telegiornali del fine settimana con la collega María Casado. Dal 2010 ha iniziato a lavorare per la televisione privata Telecinco.
Come scrittore è autore del romanzo ambientato in Italia dal titolo Amantea.